# Adonisea lucens
Adonisea lucens là một loài bướm đêm trong họ Noctuidae.